# Diecezja Maralal
Diecezja Maralal – diecezja rzymskokatolicka  w Kenii. Powstała w 2001.

## Biskupi diecezjalni
- Virgilio Pante (2001–2022)
- Hieronymus Joya (od 2022)